# Bohuslav Grabovský
Bohuslav Grabovský (19. ledna 1917 Kylešovice – 28. října 1944 Malá pevnost Terezín) byl československý voják a příslušník výsadku Intransitive.

## Mládí
Narodil se 19. ledna 1917 v Kylešovicích u Opavy jako nemanželský syn (a jeden ze tří dětí) zemědělské dělnice Františky Grabovské. Čtyři třídy obecné školy absolvoval v Kylešovicích , čtyři roky měšťanské školy poté v Opavě. Matka se provdala za Františka Panáčka, spolu měli ještě syna a dceru. Po absolvování měšťanské školy se Bohuslav učil na strojního zámečníky, učení ale nedokončil a živil se pomocnými pracemi.

## Vojenská služba
1. října 1937 nastoupil základní službu u 15. pěšího pluku v Hranicích. Na podzim 1938 měl být propuštěn a měl se vrátit domů, v té době již na území Německa. Na vlastní žádost v armádě zůstal. 1. dubna 1939 byl, v hodnosti svobodníka, propuštěn do zálohy. Odjel do Moravské Ostravy, kde se u příbuzných na statku živil jako zemědělský dělník.

## V exilu
18. června 1939 přešel do Polska a prezentoval se na československém konzulátu v Krakově. Již jako příslušník Cizinecké legie odplul 28. července do Francie a odtamtud 18. srpna do El Arichu. Po vypuknutí války vstoupil do čs. zahraniční armády a společně s příslušníky 1. pěšího pluku se zúčastnil bojů o Francii. Po pádu Francie, již jako desátník odplul 13. července 1940 do Anglie.
V Anglii byl přidělen k 1. praporu čs. brigády. 5. března 1941 ukončil, již v hodnosti četaře dvouměsíční kurz pro rotmisty. V té době byl vybrán do programu výcviku pro plnění zvláštních úkolů. Od 15. srpna do 20. září 1941 prodělal sabotážní kurz a paravýcvik. Od 25. ledna 1942 prodělal další výcvik: šlo o výcvik v práci s trhavinami, střelecký kurz, kurz boje beze zbraně, radiovýcvik a stáž v rafinérii.

## Nasazení
30. dubna 1942, krátce po půlnoci byl vysazen společně s npor. Kindlem a des. Lukaštíkem. Po seskoku se členové výsadku nesešli. Grabovský se společně s Kindlem skrýval v Bernarticích a ve východních Čechách. Přes léto 1942 se zdržoval na Slovensku, ale již na podzim téhož roku pracoval jako zemědělský dělník v Mostku u Brandýsa nad Orlicí.
17. března 1943 byl v Pardubicích zatčen gestapem. Přijal nabídku ke spolupráci, jako konfident byl ale bez zájmu a neaktivní. Proto byl 1943 znovu uvězněn. Z Pankrácké věznice se pokusil poslat moták s varováním londýnské exilové vládě, byl ale odhalen. Proto byl 3. prosince 1943 převezen do Terezína. V říjnu (pravděpodobně 28. října) 1944 byl bez soudu popraven.

## Po válce
3. září 1945 byl jmenován podporučíkem pěchoty in memoriam. 2. října 1946 byl na žádost rodiny soudem prohlášen za mrtvého.

## Vyznamenání
- 1940  Československý válečný kříž 1939
- 1944  Pamětní medaile československé armády v zahraničí se štítky Francie a Velká Británie